# فرانز زينر
فرانز زينر (بالألمانية: Franz Zinner)‏ هو رباع ألماني، ولد في 1903 في فورتسبورغ في ألمانيا، وتوفي بنفس المكان في 1980.

## وصلات خارجية
- فرانز زينر على موقع أوليمبيديا (الإنجليزية)